# Deptropină
Deptropina este un antihistaminic H1 din clasa compușilor triciclici, care prezintă și proprietăți anticolinergice. Este comercializată sub formă de citrat.